# Лукези, Марку
Марку Америку Лукези (порт. Marco Americo Lucchesi, 9 декабря 1963, Рио-де-Жанейро) — бразильский писатель, поэт, переводчик и литературовед.

## Биография
Был награждён премией Джабути и премией города Лукка в Италии. Он написал среди других книг «Клио», библиотекаря императора, дар преступления, «Память Улисса», глаза пустыни. Он также переводил Хлебникова, Есенина, Юковского и других русских поэтов. Журналист Луччи написал сочинения, мемуары, стихи, а также является важным переводчиком литературных произведений. Он также известен как борец за права человека. Он является профессором Федерального университета Рио-де-Жанейро и был избран президентом Бразильской академии литературы. Профессор сравнительной литературы на факультете искусств Федерального университета Рио-де-Жанейро (UFRJ). Он окончил Исторический факультет Федерального университета им. Флуминенса (UFF) и получил степень магистра и доктора наук по литературе UFRJ, а также пост-доктора философии ренессанса в Кельнском университете, Германия. Он является исследователем в Национальном совете по научно-техническому развитию (CNPq). Он был приглашенным профессором в Fiocruz, в университетах Рима II, Tor Vergata, в Крайове, Румыния, в Консепсьоне, Чили. В 2016 году он получил звание доктора Honoris Causa из Университета Тибискус, Тимишоара.
Его книги были переведены на арабский, румынский, итальянский, английский, французский, немецкий, испанский, персидский, русский, турецкий, польский, хинди, шведский, венгерский, урду, бангла и латынь.
Он читал лекции в Бразилии и в нескольких университетах по всему миру: Сорбонна-Париж III, Orientale di Napoli, Университет Саламанки, La Sapienza (Рим), Краковский Ягеллонский университет, Университет Кельна, PUC de Santiago, Университет Малайзии, Новый университет Лиссабон, Университет Буэнос-Айреса, Университет Лос-Андес (Мерида, Венесуэла), Туфы (Токио), Исламский университет Дели, а также бесчисленные семинары, книжные ярмарки и литературные встречи в Боливии, Парагвае, Сербии, Мексика, Перу, Колумбия, Италия, Швеция, Ливан, Саудовская Аравия, Индия и Оман.
Он был редактором журналов Poesia Sempre, Tempo Brasileiro (с 2007 по 2015 — том 171 до 203) и Mosaico Italiano (с 2005 по 2008 — с 21 по 52). В период с 2012 по 2017 год он был директором VIII фазы бразильского журнала ABL, координируя публикацию номеров от 70 до 93, а также нескольких научных и литературных журналов в Бразилии, в Латинской Америке и Европе. Он был консультантом и готовил оригиналы для издателей